# Pokémon X и Y
Pokémon X и Y (яп. ポケットモンスター X&Y покэтто монсута: эккусо: вай) — версии японской ролевой игры, разработанной студией Game Freak для портативной игровой системы Nintendo 3DS. Это первая игра шестого поколения серии Pokémon, а также первая игра основной портативной серии, полностью построенная с использованием полигональной трёхмерной графики. Игра была выпущена одновременно во всём мире 12 октября 2013 года.

## Геймплей
Как и в предыдущих играх серии, в Pokémon X и Y игрок управляет тренером покемонов, который путешествует по игровому миру, ловит существ, именуемых покемонами, и с их помощью сражается против других тренеров. После победы над вражеским покемоном в пошаговом бое покемон игрока получает очки опыта; набрав их определённое количество, он поднимается на новый уровень. При достижении определённого уровня многие покемоны могут эволюционировать — превращаться в свои более развитые формы. У игрока есть возможность ловить покемонов, найденных во время случайных встреч. Игроки могут сражаться или обмениваться покемонами между собой, используя функции многопользовательской игры Nintendo 3DS. В каждой версии игры есть уникальные покемоны, отсутствующие в другой; чтобы собрать всех, игроки вынуждены меняться покемонами.

### Новые функции
Впервые вся игра основной серии, включая объекты окружающего мира, модели персонажей и боевую анимацию, построена с использованием полигональной трёхмерной графики. У игроков появилась возможность изменять внешний вид героя, выбрать цвет его кожи, а в процессе игры приобретать для него новую одежду и аксессуары. Наряду с различными покемонами из игр предыдущих поколений, в X и Y будут представлены многие совершенно новые покемоны, среди которых новые стартовые покемоны Чеспин (Chespin; Harimaron (яп. ハリマロン)), Феннекин (Fennekin, Fokko (яп. フォッコ)) и Фрокки (Froakie; Keromatsu (яп. ケロマツ)), а также два новых легендарных покемона, названных Ксернис (Xerneas; ゼルネアス (яп. Zeruneasu)) и Ивелтал (Yveltal; イベルタル (яп. Iberutaru)), которые внешне напоминают латинские буквы X и Y соответственно. В процессе прохождения у игрока будет возможность выбрать одного из классических стартовых покемонов Pokémon Red и Blue. Был добавлен новый тип покемонов — волшебный (англ. Fairy), к которому относятся некоторые покемоны и нового, и предыдущих поколений. Разработчики игры утверждают, что новый тип должен компенсировать мощный драконий тип.
Одно из главных нововведений — мегаэволюции, который позволяют полностью эволюционировавшим покемонам, таким как Мьюту или Лукарио, временно превратиться в ещё более продвинутую мегаформу. Кроме того, для некоторых покемонов существует не одна, а несколько мегаформ. Также были представлены воздушные бои, в которых могут участвовать только покемоны летающего типа, и режим Орды, когда единственный покемон игрока сражается против нескольких покемонов разом. Мини-игра Pokémon-Amie позволяет игроку контактировать со своим покемоном, используя сенсорный экран и камеру 3DS. Новый режим супер-тренировки включает разнообразные мини-игры, улучшающие боевые характеристики покемона.

### Совместимость с другими устройствами
Наряду со многими дополнениями, которые были представлены в X и Y, произошли различные улучшения в коммуникационных функциях. Используя Систему Поиска Игроков (PSS), игроки могут встречаться и отслеживать с различными онлайн-игроками, в том числе незнакомцами, что позволяет им легко устраивать битвы и/или обмены. Holo Caster позволяет игроку получать сообщения и обновления от NPC через StreetPass и SpotPass. Wonder Trade — это новая функция обменов, которая позволяет игрокам обменять одного из своих покемонов на случайного от другого игрока. Другие функции включают O-Powers, временные усиления, которые могут увеличить статистику и могут быть обменены с другими игроками, а также улучшения в Глобальной Системе Обменов (Global Trade System), позволяющие игрокам запрашивать покемона, с которым они не сталкивались. В определённые моменты игры игроки смогут снимать скриншоты в игре, которыми затем могут делиться на сайте Pokémon Global Link.
Pokémon Bank — это дополнительная платная услуга хранилища данных, которая позволяет игрокам хранить в онлайне до 3000 покемонов, чтобы делиться между любыми физическими или загруженными копиями игр, которыми они могут владеть. Другое приложение под названием Poké Transporter позволяет игрокам загружать покемонов из Pokémon Black, White, Black 2 и White 2 в Bank, которые затем могут быть перенесены в X и Y. Также Bank позволяет переносить покемонов из X и Y в Pokémon Omega Ruby и Alpha Sapphire, и игры седьмого поколения — Pokémon Sun, Moon, Pokémon Ultra Sun и Ultra Moon.

## Сюжет

### Сеттинг
Вымышленная вселенная игр представляет собой альтернативную современность, но вместо животных в ней обитают существа, внешне похожие на обычных зверей, но обладающие при этом сверхъестественными способностями, — покемоны. Люди, называющиеся тренерами покемонов, ловят их и тренируют для участия в боях. Тренеры не принимают непосредственного участия в боях, сражаются только их покемоны, а тренеры лишь дают им команды, какую атаку или способность применить. Бои проходят до момента, пока все покемоны с одной стороны не потеряют сознание или их тренер не сдаётся, — до смерти схватки не происходят никогда. Как правило, сильные и опытные тренеры покемонов пользуются уважением.
Действия X и Y происходят в регионе Калос, одном из регионов Мира Покемонов. В центре внимания красота, регион в значительной степени вдохновлён Францией и, в меньшей степени, Европой в целом. Во многих местах и достопримечательностях Калоса есть настоящие вдохновляющие источники, в том числе Башня Призмы (Эйфелева башня), Музей искусств Люмиоса (Лувр) и камни вне Джеосендж Тауна (Карнакские камни). Дикий покемон обитает в каждом уголке региона Калос, многие из которых известны только в этой области.

### История
Как и в предыдущих играх серии Pokémon, X и Y следуют линейной сюжетной линии, основные события которой происходят в выстроенном порядке. Главный герой Pokémon X и Y — ребёнок, который только что переехал в небольшой город под названием Ванивайл Таун со своей матерью. Вскоре они подружились с четырьмя тренерами — Шоной, Тиерно, Тревором и их соперником Калемом или Сереной (в зависимости от пола игрока), всех из которых призвали встретиться с Профессором Сайкамором, который является ведущим профессором в регионе Калос в Люмиос Сити, главном городе Калоса. Получив от Терно своего стартового покемона — травяного Чеспина, огненного Феннекина или водного Фрокки, игрок начинает своё приключение. По пути они узнают о Стадионах и получают свой первый значок для победы над Виолой, лидером стадиона Санталун Сити. Затем, они сталкиваются с Синой и Дексио, помощниками Сайкамора, которые приводят их к самому профессору; однако, в Люмиос Сити они обнаруживают, что область страдает от частичного отключения электроэнергии. Встретив Профессора, он рассказывает о Мега Эволюции, и он просит, чтобы они путешествовали через Калос и раскрывали эту тайну. Он предоставляет игроку одного из стартовых покемонов региона Канто и их собственный Мега Камень. Перед тем как покинуть Люмиос Сити, игрок сталкивается с внушительным человеком по имени Лайсандер, который желает более прекрасного мира.
Продолжая своё путешествие, игрок встречает злодейскую организацию — Команду Пламя, чьи цели сначала, похоже, направлены на то, чтобы заработать деньги на покемонах. В следующем столкновении с Командой Пламя, показывают их истинную цель — уничтожить человечество, чтобы вернуть мир в нетронутое, более красивое состояние. В Шалур Сити игрок узнаёт, как использовать Мега Эволюцию от гуру Мега Эволюции — Гуркина и его внучки Коррины, которая является лидером Стадиона Шалур Сити. Победив Коррину в специальной битве с Мега Эволюцией с помощью Лукарио, игроку предоставляется возможность свободно использовать Мега Эволюцию. Затем игрок продолжает своё путешествие, побеждая лидеров стадионов и останавливая различные планы Команды Пламя. В Пустошах Люмиоса игрок побеждает Команду Пламя, во время их попытки украсть энергию электростанции региона и восстанавливает силу во всём Люмиос Сити. Как только игрок получает свой седьмой значок, он с друзьями, и весь Калос получают сообщение от Лайсандера через Holo Caster (голографическое устройство связи); он сообщает о том, что он является лидером Команды Пламя и намеревается уничтожить человечество.
Следуя советам друзей и местных жителей, игрок обнаруживает секретную лабораторию Команды Пламя в кафе Люмиос Сити, где они встречают человека высотой 9 футов (2,7 м) по имени AZ; он рассказывает, что это 3000-летний царь, который когда-то использовал «совершенное оружие» — то же самое устройство, которое Лайсандер планирует использовать — которое использует энергию Легендарного Покемона Зирнис или Ивелтала (в зависимости от версии), чтобы положить конец войне в Калосе. Решение AZ использовать конечное оружие было мотивировано его желанием возродить покемона, которого он больше всего любил — Флоэтт, хотя покемону было отвратительно с его выбором использовать совершенное оружие и покидает его. Эта война произошедшая 3000 лет назад привела в движение события, необходимые для создания Мега Эволюцию, непреднамеренно вливая чрезмерную энергию в астероид. Вместе с Шоной и Калемом или Сереной, игрок намеревается остановить Команду Пламя и Лайсандера на их второй базе в Джеосендж Таун, где находится совершенное оружие. Достигнув ядра оружия, игрок обнаруживает бездействующий Зирнис или Ивелтал, которые внезапно пробуждаются с изменением внешности. Они ловят легендарного покемона и приступают к тому, чтобы положить конец планам Лайсандера после того, как в последний раз победили его.
С поражением Команды Пламя, игрок возобновляет своё путешествие и получает свой восьмой и финальный значок, позволяя ему бросить вызов Элитной Четвёрке — самым сильным тренерам в Калосе. Он проходит по Дороге Победы и достигает Лиги Калоса Покемонов, чтобы начать свою последнее испытание. После победы над Элитной Четвёркой, игрок сталкивается и побеждает Чемпионку Дианту, что делает игрока новым Чемпионом Калоса. Парад организован профессором Сайкамором, чтобы поздравить игрока со спасением региона Калос и становлением новым чемпионом. AZ сражается с игроком во время парада, познавая силу игрока и то, что значит быть тренером покемонов. Затем Флоэтт возвращается к нему, и они воссоединяются впервые за 3000 лет.
После титров, игрок может обменяться с Шоной одним из покемонов с новорождённым покемоном от своего стартового, посетить Боевой Особняк и Сафари Дружбы в Килоуд Сити, и вместе с детективом Лукером разгадать дело, в котором замешан учёный Команды Пламя Ксерозик.

## Разработка
Pokémon X и Y были анонсированы Nintendo в выпуске передачи Nintendo Direct 8 января 2013 года. Nintendo объявила о планах выпустить игру одновременно во всём мире в октябре 2013 года.
Вскоре после релиза первого трейлера редакторы сайта GamesRadar отметили сходство двух игровых строений с Эйфелевой башней и Версальским дворцом; подразумевается, что регион игры будет основан на Париже или даже всей Франции.

## Отзывы и критика
| Сводный рейтинг | Сводный рейтинг         |
| Агрегатор       | Оценка                  |
| --------------- | ----------------------- |
| GameRankings    | 87,26 % (X) 87,89 % (Y) |

Игра заняла второе место в номинации «Ролевая игра года» (2013) журнала «Игромания».